# Enggasse 3 (Bad Orb)

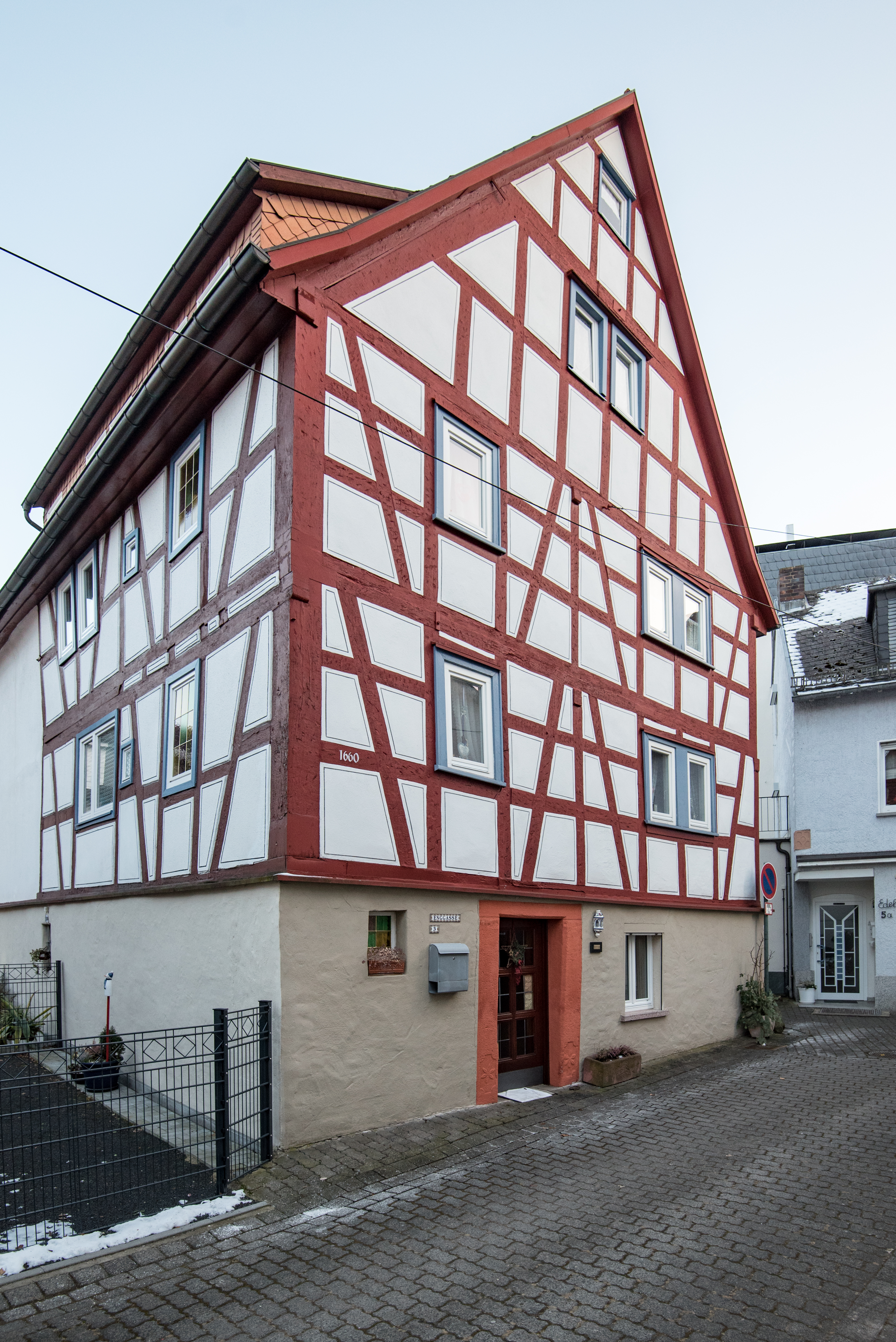
Haus Enggasse 3 in Bad Orb

Das Gebäude Enggasse 3 in Bad Orb, einer Kurstadt im Main-Kinzig-Kreis in Hessen, wurde 1606 errichtet. Das Fachwerkhaus ist ein geschütztes Kulturdenkmal.
Das zweigeschossige Wohnhaus auf massivem Erdgeschoss besitzt ein Satteldach mit kleinem Aufschiebling und später eingebauter Schleppgaube. Der Rähmbau aus dem Jahr 1606 erhielt sein heutiges Fachwerk im 18. Jahrhundert. Die Türumrandung aus Sandstein ist mit Blütenreliefs geschmückt.